# Glattzentrum
Das Glattzentrum, häufig nur das Glatt (offiziell Einkaufszentrum Glatt, auch Zentrum Glatt oder EKZ Glatt), ist eines der ersten und bis heute das umsatzstärkste Einkaufszentrum der Schweiz. Es wurde 1975 eröffnet und liegt in Wallisellen, im Glatttal, unmittelbar angrenzend an Zürich. Im zum Zentrum gehörenden Hochhaus, dem Glatt Tower, haben die Unternehmen BUSINESS IT, Hewlett-Packard Schweiz, Hewlett Packard Enterprise, DXC, Trend Micro und Agilita ihren Sitz. Geschäftsführer ist seit 2016 Rageth Clavadetscher.

## Eigentümer und Lage
In den 1960er-Jahren begannen in der Schweiz verschiedene Unternehmen, Einkaufszentren nach Vorbild der US-amerikanischen Shopping Malls zu planen. Die Pläne stiessen auf fruchtbaren Boden, und die im Vergleich zu später wesentlich günstigeren Rahmenbedingungen führten dazu, dass sich 1960 der Migros-Genossenschafts-Bund (MGB), Globus und Jelmoli auf den gemeinsamen Bau und Betrieb eines Einkaufszentrums bei Zürich einigten. 1962 wurde die AG Einkaufszentrum Glatt-Zürich im Zürcher Handelsregister eingetragen.
Die Wahl des Standortes fiel auf die Gemeinde Wallisellen, welche das hierfür benötigte Land besass und zu verkaufen bereit war – gleichsam bedeutend war auch die Lage an der damals erst geplanten Autobahn N1, welche unmittelbar südlich des Komplexes verläuft und nach ihrer Eröffnung in einer ersten Phase in der Nähe des Einkaufszentrums endete. Südlich der Autobahn verläuft der Fluss Glatt, welcher die Grenze zwischen der Stadt Zürich und Wallisellen bildet und dem Einkaufszentrum seinen Namen gab.
Wegen finanzieller Engpässe bei der Globus-Gruppe in den 90er-Jahren und des Kaufs von Globus kam Migros in den Besitz sämtlicher Anteile am Glattzentrum. Im Juli 2020 verkaufte die Migros dann aufgrund einer Neuausrichtung der Strategie die Grossimmobilie an Swiss Life. Migros und Globus bleiben Ankermieter.
Vis-à-vis dem Einkaufszentrum wurde im Jahr 2013 die Überbauung Richti-Areal erstellt, welche dem Hochhaus des Glatt ein ähnlich hohes Gebäude in unmittelbarer Nachbarschaft gegenüberstellt.

## Bau und Erschliessung
Der Bau der Einkaufsstadt begann 1971 und umfasste neben dem eigentlichen Einkaufszentrum eine grosszügige Parkhausanlage, die damals übliche Grosstankstelle und ein Bürohochhaus. Koordiniert mit der Standortgemeinde, der Stadt Zürich, dem Kanton Zürich und dem Bund, welcher ebenfalls 1971 mit dem Bau der N1 Zürich–Winterthur begann, wurden die Strassenzufahrten erstellt, an welche die Bauherrschaft namhafte Beiträge leistete. So umfasst die zentrumsseitige Autobahn-Fahrspur (Richtung Zürich) innerhalb des Autobahnanschlusses Wallisellen eine direkte Ausfahrt zum respektive eine Einfahrt vom Einkaufszentrum. Ein zentrales Erschliessungsbauwerk überspannt die Glatt, und die Autobahn und trägt den Namen Neue Winterthurerstrasse. Durch den Autobahnbau wurde die (alte) Winterthurerstrasse durchtrennt, und mit dem Bau des Einkaufszentrums baute man die Strassenverbindung neu in Form einer richtungsgetrennten Brücke, welche mit ihren Anschlussrampen zum Einkaufszentrum einer Autobahn gleicht.
Seit Dezember 2010 hält ausserdem die Linie 12 der Glattalbahn an der Haltestelle Wallisellen, Glatt, welche mittels Fussgängerbrücke direkt mit dem Einkaufszentrum verbunden ist.

## Eröffnung und Betrieb

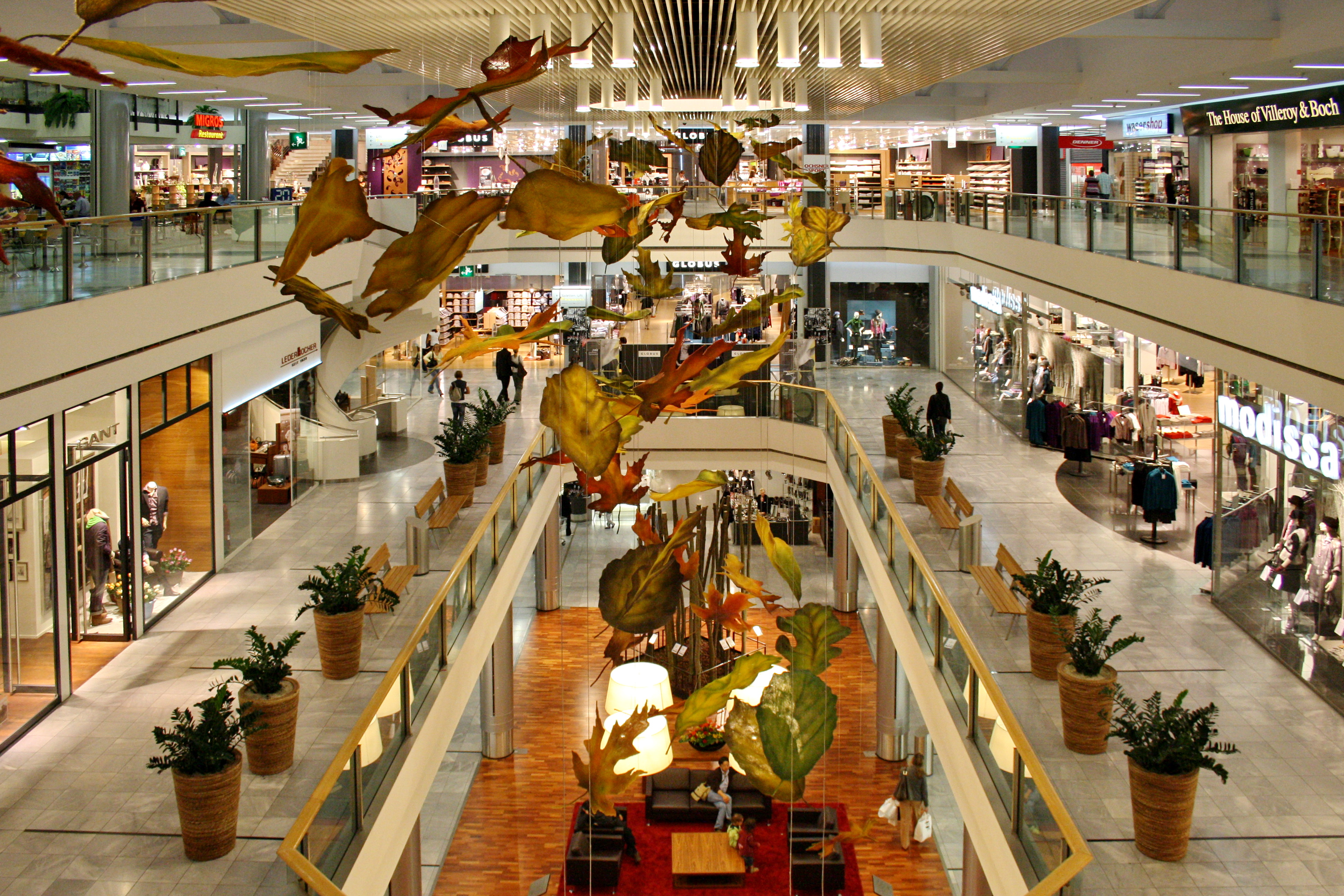
Innenansicht vom zweiten Obergeschoss im Jahr 2009

Die Infrastruktur wurde 1974 fertiggestellt und die Betriebsgesellschaft Zentrum Glatt AG im Handelsregister eingetragen. Am 13. Februar 1975 folgte die feierliche Eröffnung des Einkaufszentrums. Im selben Jahr nahmen auch die Verkehrsbetriebe Zürich die vom Einkaufszentrum teilsubventionierte Buslinie 94 in Betrieb. Die Besitzverhältnisse zur Zeit der Eröffnung blieben bis 1996 bestehen – die Migros, Globus und Jelmoli besassen je einen Drittel des Einkaufszentrums und stellten entsprechend dieser Verteilung die Zentrumsverwaltung. Mieterin des vom Zentrum grundsätzlich losgelösten Bürohochhauses war die NCR, während die Ladenlokale von der Zentrumsverwaltung an Dritte vermietet wurden.

### Infrastruktur
Die drei Warenhäuser besassen von der gemeinsamen Zentrumsinfrastruktur losgelöste Trakte, welche sich jeweils über alle drei Verkaufsetagen erstrecken und ein Untergeschoss besitzen, welches im Bereich des übrigen Zentrums nicht öffentlich zugänglich ist, sondern die Zulieferung und die Technik beherbergt.

## Umbau und Restrukturierung
Seit seiner Eröffnung wurde das Einkaufszentrum mehrfach umgebaut, der tiefgreifendste Eingriff fand im Jahre 1992 statt und beseitigte den von Brauntönen geprägten Siebziger-Jahre-Stil. Die zentrale Mall erhielt hierbei ihre heutige Glaskuppel und zwei verglaste Lifte, die beiden Seitenmalls erhielten verglaste Dächer, das Migros-Restaurant wurde komplett neu gestaltet und erhielt ein weiteres Geschoss mit verglastem Dach. Der von der Migros belegte Trakt wurde ebenfalls komplett umgebaut und das ursprünglich isoliert erstellte oberste Geschoss mit den übrigen Migros-Etagen verbunden.
Die von Globus und Jelmoli belegten Trakte waren auch für einen Umbau vorgesehen, entwickelten sich allerdings anders als vorgesehen. Jelmoli baute seinen Trakt um, blieb allerdings nur noch wenige Wochen darin. Die schlechte finanzielle Lage des Jelmoli-Konzerns führte zur Schliessung aller Filialen, bis auf den Zürcher Hauptsitz – die Anteile am Glattzentrum verkaufte man deswegen 1996 an Globus, welche daraufhin in den bereits renovierten Trakt umzog. Allerdings war es um die Finanzen von Globus auch nicht besser bestellt, und wiederum Wochen später übernahm der Migros-Genossenschafts-Bund die Globus-Gruppe. Der alte Globus-Trakt wurde daraufhin zum Zentrum hin geöffnet, erhielt eine Glaskuppel und wird seitdem an Dritte vermietet.
Mit diesen Änderungen hatten sich auch die Eigentumsverhältnisse an der Organisation des Zentrums geändert: die AG Einkaufszentrum Glatt-Zürich gehörte bis Ende 2006 zu 66,7 % der Migros und zu 33,3 % der Globus-Gruppe, die Betriebsgesellschaft Zentrum Glatt AG gehörte zu 75 % der Migros und zu 25 % der Globus-Gruppe. Seit dem 1. Januar 2007 – mit Auflösung der Globus-Gruppe – gehörte das Einkaufszentrum Glatt durch Übernahme der AG Einkaufszentrum Glatt-Zürich zu 100 % der Liegenschaften-Betrieb AG mit Sitz in Zürich, einer 100 %-Tochtergesellschaft des Migros-Genossenschafts-Bunds (MGB). Im Juli 2020 wurde es dann von dieser an Swiss Life verkauft.
Die letzte Renovation des Einkaufszentrums Glatt fand zwischen Mitte 2015 und Ende 2019 statt. Die Gesamtkosten der Renovation beliefen sich auf rund 100 Millionen Schweizer Franken. Über dem Einkaufszentrum erhebt sich der Glatt Tower, der Büroflächen und Dienstleistungen beherbergt. Seit 2020 sind HP und Hewlett Packard Enterprise prominente Mieter im Glatt Tower.

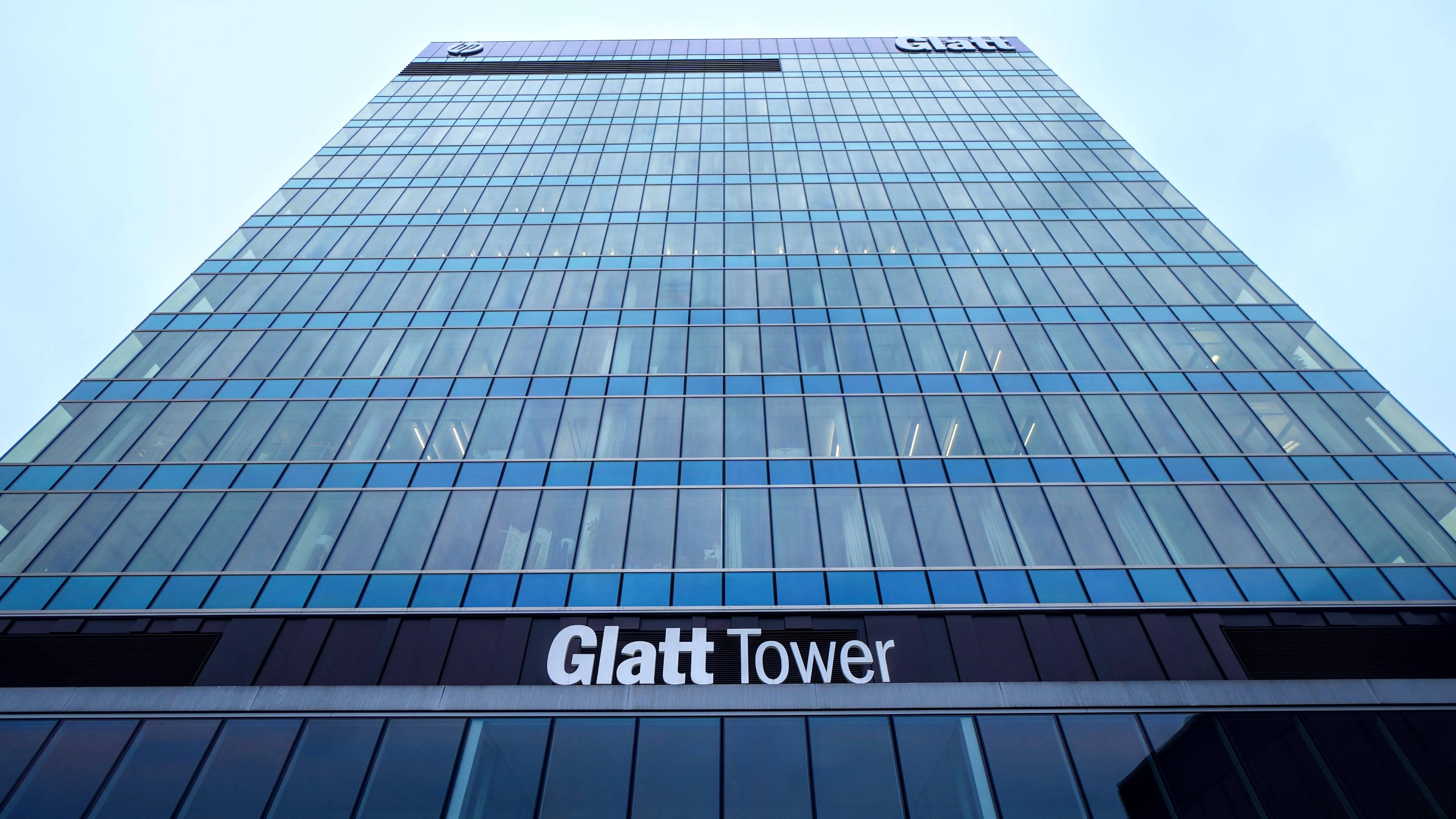
Glatt Tower 2024 (Peter Arnold)

|  |  |

## Raum der Stille
Unter der Bezeichnung Raum+Stille hat ein Raum der Stille im Einkaufszentrum Glatt seinen Standort. Er wird als ein ökumenisches und interreligiös offenes Angebot der reformierten und der römisch-katholischen Kirchen im Kanton Zürich in Zusammenarbeit mit dem Einkaufszentrum Glatt betrieben und  steht allen Personen unabhängig ihrer Weltanschauung oder ihres Glaubens offen. Dort können auch Seelsorge-Gespräche in Anspruch genommen werden.

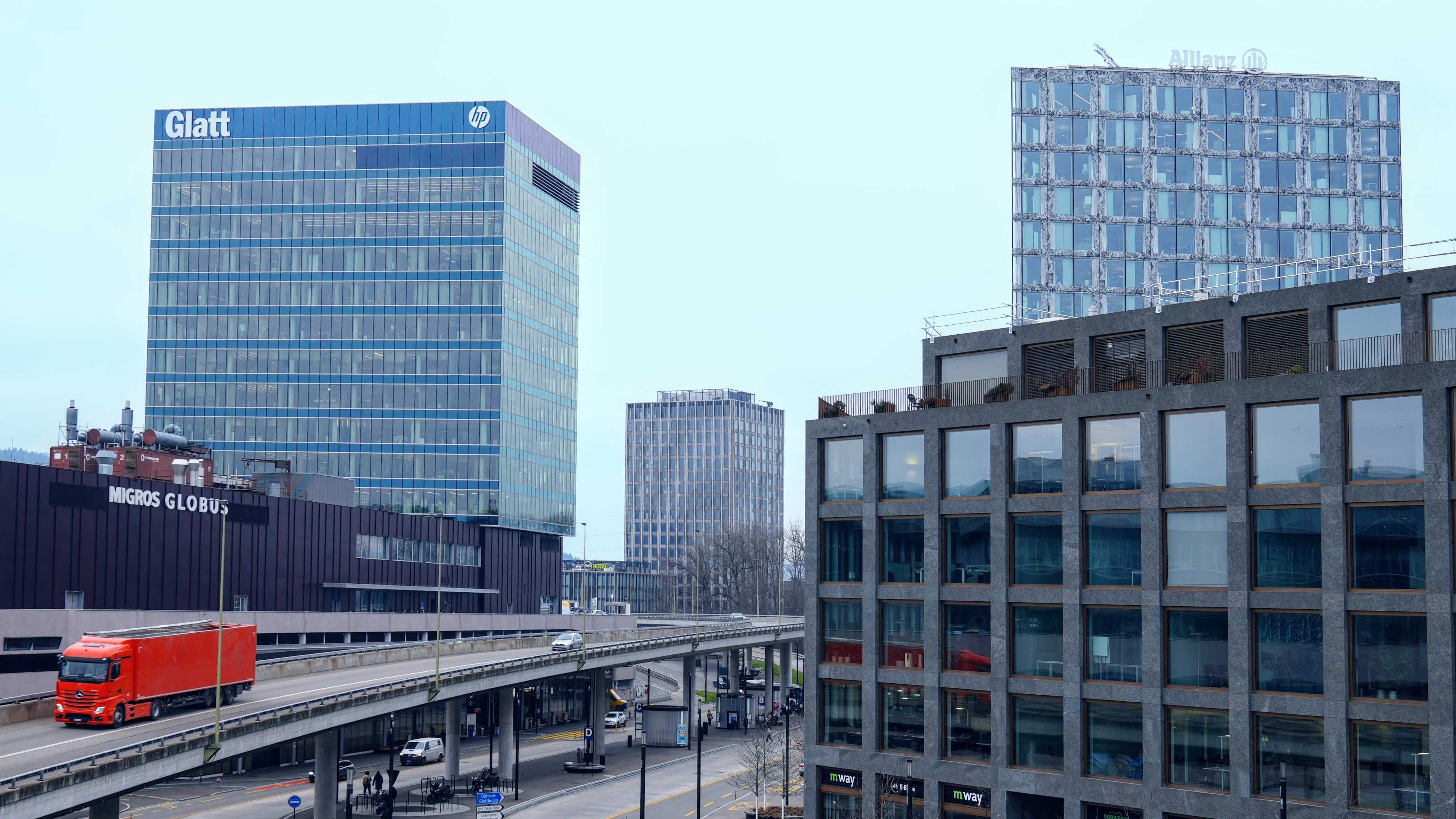
Glattzentrum in Wallisellen 2024 (Bild: Peter Arnold)

## Zahlen
Das Einkaufszentrum umfasst eine Fläche von 43'387 m² und bietet rund 4500 Parkplätze. Neben zwei Warenhäusern, vier Fachmärkten, fünf Restaurants und vier Bars befinden sich im Zentrum 90 Spezialgeschäfte. Insgesamt sind darin 1800 Mitarbeiter beschäftigt. Das Glattzentrum hatte im Jahr 2019 9,1 Millionen Kunden sowie einen Umsatz von mehr als CHF 600 Millionen. Beide Grössen blieben im Vergleich zum Vorjahr weitgehend stabil. Der Umsatz pro m² Verkaufsfläche lag im Jahr 2013 bei vergleichsweise hohen 14'290 Franken. Das Glattzentrum ist somit weiterhin das umsatzstärkste Einkaufszentrum der Schweiz. Das Shoppingcenter ist mit dem Öffentlichen Verkehr gut erschlossen. Mieter und Vermieter werben ausserdem damit, dass das Center die Auto-Parkplätze kostenlos anbietet (für Zeitraum von vier Stunden).

### Marketing
Der Name Glattzentrum stammt vom gleichnamigen Fluss Glatt. Da glatt im Schweizerdeutschen auch lustig, amüsant, nett oder auch schön bedeutet, wurde dies in den Anfängen für Marketingaktionen und PR des Glattzentrums benutzt: «Glatt für Alli!» oder «Es ist glatt im Glatt!». Der aktuelle Slogan lautet «Your First Shopping Destination».

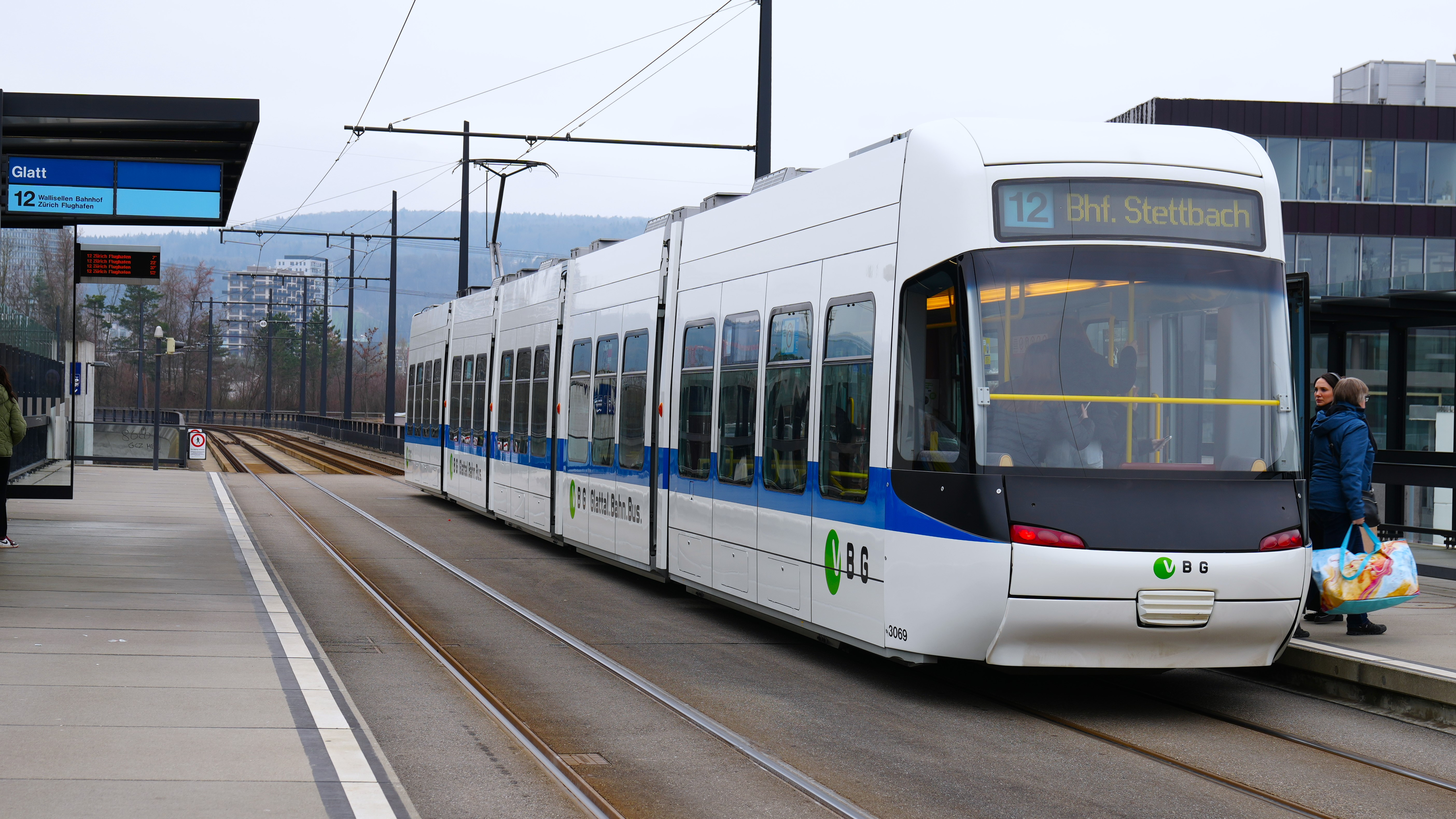
Haltestelle der Tramlinie «Glattalbahn» beim Glattzentrum. (Foto: Peter Arnold)